# Justin Mentell
Justin Michael est un acteur américain né le 16 décembre 1982 à Austin au Texas, et mort le 1er février 2010 à Mineral Point dans le  Wisconsin. 
Il est connu pour avoir tenu le rôle de Garrett Wells dans la série Boston Justice.

## Ses débuts
Justin Mentell est né le 16 décembre 1982 à Austin au Texas. Sa famille a par la suite déménagé dans une ville de l'Illinois où Justin a continué son activité de théâtre en rejoignant un club de la région.
Il commence sa carrière d'acteur en intégrant la comédie musicale Peter Pan dans laquelle il interprétait le rôle de l'un des garçons perdus.
Justin est décédé dans un accident de voiture a l'âge de 27 ans. Il se serait endormi au volant. Son véhicule une, Jeep 2005, fut retrouvé dans un champ par un agriculteur et le corps de Mentell juste à côté. L'acteur a été éjecté de son véhicule, ne portant pas de ceinture de sécurité.

## Filmographie

### Cinéma
- 2008 : 5-25-77 de Patrick Read Johnson (en)
- 2009 : Mission-G : Terrell

### Télévision
- 2005-2006 : Boston Justice : Garrett Wells